# Pegcetacoplan
Pegcetacoplan (APL-2) ist ein Arzneistoff aus der Gruppe der Komplementinhibitoren, einer Gruppe von Stoffen, die auf das Immunsystem wirken. Er wurde im Mai 2021 in den USA unter dem Namen Empaveli (Apellis Pharmaceuticals) zur Behandlung der paroxysmalen nächtlichen Hämoglobinurie (PNH), einer seltenen, lebensbedrohlichen Blutkrankheit, zugelassen. Im Dezember 2021 folgte die Zulassung in der EU (Handelsname Aspaveli; Swedish Orphan Biovitrum AB).

## Eigenschaften
Pegcetacoplan ist ein symmetrisches Molekül, das aus zwei identischen Pentadecapeptiden besteht, die kovalent an die Enden eines linearen PEG-Moleküls mit 40 kDa gebunden sind. Die beiden Peptidstrukturen enthalten 1-Methyl-L-Tryptophan (Trp(Me)) in Position 4 und 2-[2-(2-Aminoethoxy)ethoxy]essigsäure (AEEA) in Position 14. Der 40-kDa-PEG-Anteil verleiht dem Molekül nach der Verabreichung eine verbesserte Löslichkeit und längere Verweilzeit im Körper.
Der Wirkstoff ist ein weißes bis off-weißes Pulver, das sich sehr gut in Wasser und leicht in Ethanol löst.

## Klinische Angaben

### Anwendungsgebiete
Pegcetacoplan ist in den USA seit Mai 2021 zur Behandlung der paroxysmalen nächtlichen Hämoglobinurie (PNH) bei Erwachsenen zugelassen. Der Arzneistoff wird zweimal wöchentlich subkutan infundiert und ist der First-in-class-Wirkstoff aus der Gruppe der C3-Komplementinhibitoren. In der EU umfasst das seit Dezember 2021 zugelassene Anwendungsgebiet von Pegcetacoplan die Behandlung von erwachsenen Patienten mit PNH, die nach Behandlung mit einem C5-Inhibitor für mindestens drei Monate nach wie vor anämisch sind.
Seit Februar 2023 ist Pegcetacoplan ferner in den USA ferner zur Behandlung der durch altersbedingte Makuladegeneration (AMD) verursachten geografischen Atrophie (Handelsname Syfovre) zugelassen. Die EU-Zulassung in diesem Anwendungsgebiet wurde im Dezember 2024 versagt, nachdem die europäische Arzneimittelagentur im Januar und erneut im September 2024 negative Gutachten beschied. Die klinische Prüfung habe eine Verbesserung der Funktionen im täglichen Leben nicht belegen können, so dass die erheblichen Risiken einer intravitrealen Injektion den Nutzen überwögen.
Der Arzneistoff wird auch in weiteren Anwendungen untersucht.
→ Potentielle weitere Indikationen

### Behandlung der paroxysmalen nächtlichen Hämoglobinurie

#### Art und Dauer der Anwendung
Die Behandlung mit Pegcetacoplan erfolgt gemäß Fachinformation zweimal wöchentlich als subkutane Selbstinfusion. Der Einsatz erfolgt als Dauertherapie, da es sich bei der PNH um eine chronische Erkrankung handelt. In den ersten vier Wochen, der sogenannten Run-in-Phase, wird Pegcetacoplan zusätzlich zu der aktuellen Dosis eines C5-Inhibitors verabreicht, um das Risiko einer Hämolyse bei sofortigem Absetzen der C5-Inhibitor-Behandlung zu minimieren. Sofern die Indikation für die Umstellung der Therapie von einem C5-Inhibitor auf Pegcetacoplan gegeben ist, setzen die Patienten den C5-Inhibitor nach der vierwöchigen Run-in-Phase ab und führen die Behandlung anschließend mit Pegcetacoplan als Monotherapie fort.
Pegcetacoplan kann durch die Patienten selbst verabreicht werden. Pegcetacoplan wird durch die Infusion in das Abdomen, den Oberschenkel oder die Oberarme verabreicht.

#### Gegenanzeigen und Anwendungsbeschränkungen
Eine Therapie mit Pegcetacoplan darf nicht erfolgen bei Patienten mit einer nicht ausgeheilten Infektion mit bekapselten Bakterien wie die sogenannten Neisseria meningitidis, Streptococcus pneumoniae und Haemophilus influenzae sowie Patienten ohne aktuellen Impfschutz gegen diese Infektionen, es sei denn, sie erhalten eine geeignete Antibiotikaprophylaxe bis zwei Wochen nach der Impfung. Daten zum Einsatz von Pegcetacoplan während Schwangerschaft und Stillzeit liegen bislang nicht vor. Bei Schwangerschaft bzw. bereits bei Kinderwunsch sollte daher vorerst keine Therapie mit dieser Substanz erfolgen.

#### Nebenwirkungen
Die am häufigsten beobachteten Nebenwirkungen unter Pegcetacoplan waren Reaktionen an der Injektionsstelle wie Erythem, Juckreiz, Schwellung, Schmerz oder Hämatom. Es können eine Infektion der oberen Atemwege, Durchfall, Zerstörung von roten Blutkörperchen (Hämolyse), Bauchschmerzen, Fieber oder erhöhte Körpertemperatur, Husten, eine Infektion des Harntrakts, Komplikationen im Zusammenhang mit den Pflichtimpfungen, Schwindelgefühl, Schmerz in Armen und Beinen (Schmerz in Extremitäten), Gelenkschmerz (Arthralgie), Rückenschmerzen und Übelkeit auftreten.
Bedingt durch den Wirkungsmechanismus kann das Risiko für schwerwiegende Nebenwirkungen wie Infektionen mit bekapselten Bakterien wie Streptococcus pneumoniae, Neisseria meningitidis Typ A, C, W, Y und B sowie Haemophilus influenzae Typ B (Hib) erhöht sein.

### Behandlung der geografischen Atrophie

#### Art und Dauer der Anwendung
Die Behandlung der geografischen Atrophie (GA), einer fortgeschrittenen Form der altersbedingten Makuladegeneration, erfolgt als Inkjektion in den Glaskörper des Auges (intravitreal). Das Dosierungsschema ist flexibel und ermöglicht eine Injektion alle 25 bis 60 Tage.

#### Nebenwirkungen
Die häufigsten Nebenwirkungen (Auftreten bei mindestens 5 Prozent der Patienten) waren Augenbeschwerden, neovaskuläre altersbedingte Makuladegeneration, Glaskörpertrübungen und Bindehautblutungen.

## Pharmakologische Eigenschaften

### Wirkmechanismus
Die paroxysmale nächtliche Hämoglobinurie (PNH) ist eine seltene, durch einen erworbenen Gendefekt bedingte Erkrankung des Blutes, bei der vor allem die roten Blutkörperchen (Erythrozyten) durch das Komplementsystem, einen Teil des körpereigenen Immunsystems, zerstört werden. Ursächlich ist eine Mutation im PIG-A-Gen in einer oder mehreren blutbildenden Stammzellen des Knochenmarks. In der Folge werden GPI-defiziente Blutzellen gebildet, denen sogenannte komplementregulierende Proteine wie CD55 und CD59 auf ihrer Oberfläche fehlen. Alle Blutzellen mit GPI-Defekt werden vom Komplementsystem angegriffen, aber besonders Erythrozyten sind dadurch sehr viel anfälliger gegenüber der komplementvermittelten Lyse.
Die Krankheit äußert sich durch schwere Anämie, die häufig regelmäßige Bluttransfusionen erfordert und häufig mit der Ausscheidung von dunkelgefärbtem Urin, Erschöpfung und Müdigkeit, erhöhtem Puls und anderen Symptomen einhergeht. Unbehandelt ist die PNH oft tödlich.
Pegcetacoplan bindet an das Protein C3 des Komplementsystems und dessen Aktivierungsfragment C3b und reguliert dadurch die Spaltung von C3 und die Bildung von nachgeschalteten Effektoren der Komplementaktivierung. Es greift in die Komplementkaskade ein und wirkt sowohl in der C3b-vermittelten extravasalen Hämolyse (EVH) als auch in der terminalen, durch den Membranangriffskomplex (MAC) vermittelten intravasalen Hämolyse (IVH). Dadurch wird die Zerstörung der Erythrozyten vermindert und die Symptome der Krankheit werden besser kontrolliert.

### Pharmakokinetik
Pegcetacoplan wird mittels einer subkutanen Infusion verabreicht und langsam in den systemischen Kreislauf resorbiert. Bei gesunden Probanden liegt die mediane Zeit zum Erreichen der maximalen Konzentration nach einer einzelnen subkutanen Dosis zwischen 108 und 144 Stunden (4,5 bis 6,0 Tage). PNH-Patienten, die 16 Wochen lang mit Pegcetacoplan behandelt wurden, erreichten Steady-State-Serumkonzentrationen 4-6 Wochen nach der ersten Dosis, wobei die mittleren Steady-State-Serumkonzentrationen im Bereich zwischen 655 und 706 μg/ml lagen.
Die Steady-State-Konzentration bei den Patienten, die Pegcetacoplan bis zur Woche 48 weiter erhielten, lag bei 622,94 μg/ml, was auf nachhaltige therapeutische Konzentrationen von Pegcetacoplan bis zur Woche 48 hinweist. Die Bioverfügbarkeit einer subkutanen Dosis von Pegcetacoplan wird auf der Basis von PK-Populationsanalysen auf 77 Prozent geschätzt.

## Sonstige Informationen

### Therapeutischer Bedarf bei PNH
Unter der Therapie mit C5-Inhibitoren tritt bei einem Anteil von über 60 Prozent der Patienten eine fortbestehende Anämie auf. Etwa ein Drittel der Patienten benötigt unter laufender Therapie weiterhin Bluttransfusionen. Darüber hinaus bestehen auch massive Auswirkungen auf das Privat- und Berufsleben der Betroffenen: Unabhängig vom Hämoglobin-Wert leiden 63 Prozent der Patienten auch unter C5-Komplementinhibition unter Fatigue und 85 Prozent fühlen sich in ihrer Alltagsaktivität beeinträchtigt. 98 Prozent der berufstätigen PNH-Patienten berichten über eine eingeschränkte Leistungsfähigkeit auf der Arbeit und 29 Prozent weisen Fehlzeiten während der letzten sieben Arbeitstage auf.

### Studienlage zu Pegcetacoplan
Die Basis der Nutzenbewertung von Pegcetacoplan sind die Daten der randomisierten, offenen und kontrollierten APL2-302-Phase-III-Studie Pegasus, an der auch deutsche Zentren beteiligt waren. An der Studie nahmen 80 Patienten mit PNH teil, die nach einer 4-wöchigen Run-in-Phase für 16 Wochen per Zufallsprinzip (Randomisierung) entweder subkutan mit Pegcetacoplan oder intravenös mit dem für PNH bereits zugelassenen Komplement-C5-Inhibitor Eculizumab behandelt wurden. In beiden Behandlungsgruppen lag der durchschnittliche Hämoglobinwert zu Beginn der Behandlung bei 8,7 g/dl, was auf eine schwere Anämie hinweist. Nach 16 Wochen wurde der Schweregrad der Anämie in den beiden Behandlungsgruppen anhand der Hämoglobinkonzentration verglichen. Dabei lag die mittlere Differenz bei 3,84 g/dl: Bei Patienten in der Pegcetacoplan-Gruppe stieg der Hämoglobinwert um durchschnittlich 2,37 g/dl, in der Eculizumab-Gruppe sank der Hämoglobinwert um durchschnittlich 1,47 g/dl. Die Laktatdehydrogenase- (LDH) und die Retikulozyten-Werte besserten sich ebenfalls in der mit Pegcetacoplan behandelten Patientengruppe. Über die 16-wöchige Randomisationsphase zeigte sich bei 85,4 Prozent der mit Pegcetacoplan behandelten Studienteilnehmer eine Bluttransfusionsfreiheit, während dies in der Eculizumab-Gruppe nur auf 15,4 Prozent der Studienteilnehmer zutraf. Das Aktivitätslevel und die Lebensqualität in der Pegcetacoplan-Gruppe nahmen zu, während gleichzeitig eine Abnahme der Fatigue zu beobachten war. Nach 16 Wochen Studiendauer erhielten alle Studienteilnehmer die Möglichkeit, sich weitere 32 Wochen mit Pegcetacoplan behandeln zu lassen. Dazu wurden die Patienten, die bisher Eculizumab erhalten hatten, auf Pegcetacoplan umgestellt. Die Auswertung des Zeitraums zwischen Woche 16 und Woche 48 zeigte eine signifikante Verbesserung der Hämoglobin-Werte und eine Verbesserung der Fatigue der Patienten, die von Eculizumab auf Pegcetacoplan umgestellt wurden.
Die 48-Wochen-Daten der APL2-302-Phase-III-Studie Pegasus belegen eine dauerhafte Wirkung von Pegcetacoplan auf die Hämolyse, gemessen anhand von Hämoglobin, Reduktion von LDH, Retikulozyten und Bilirubin. Die günstigen Studienergebnisse sowie die Ergebnisse zur Lebensqualität, wie eine Abnahme der Fatigue und die Transfusionsvermeidung, hielten über 48 Wochen an. Die PNH-Patienten konnten erstmals so therapiert werden, dass die Belastung durch Fatigue nahezu auf das Niveau der Allgemeinbevölkerung sank und daraus folgend die Lebensqualität stark anstieg. Gestützt werden die Ergebnisse der APL2-302-Studie Pegasus durch zwei nicht kontrollierte Studien (Studie APL2-202, Studie APL2-CP-PNH-204) an insgesamt 24 Patienten mit PNH, die zuvor keinen Komplementinhibitor (Eculizumab) erhalten hatten, eine PNH-Klongröße von mindestens 10 Prozent und einen LDH-Wert von mindestens dem 2-fachen der oberen Normgrenze aufwiesen sowie mindestens eine Bluttransfusion in den 12 Monaten vor Studienbeginn erhielten.
Die Phase-III-Studie Prince untersuchte die Wirksamkeit und Sicherheit von Pegcetacoplan bei Patienten mit PNH, die zuvor noch keine Behandlung mit einem Komplementinhibitor erhalten hatten. An der randomisierten, multizentrischen und offenen Studie nahmen 53 erwachsene Patienten teil. Die Patienten erhielten für 26 Wochen 1.080 mg Pegcetacoplan subkutan zweimal wöchentlich oder die beste unterstützende Behandlung ohne Komplementinhibitoren. Die Studienergebnisse zeigen die Wirksamkeit der Behandlung mit Pegcetacoplan. 85,7 Prozent der mit Pegcetacoplan behandelten Probanden zeigten nach 26 Wochen eine Stabilisierung der Hb-Werte, während dies auf keinen der Patienten zutraf, die nicht mit einem Komplementinhibitor behandelt wurden. Patienten in der Pegcetacoplan-Gruppe wiesen eine deutlich stärkere Senkung der mittleren LDH-Werte auf als die Patienten der zweiten Studiengruppe. 91,4 Prozent der mit Pegcetacoplan behandelten Patienten kamen ohne Bluttransfusionen aus, während nur 5,6 Prozent der Patienten ohne Behandlung mit Komplementinhibitor in den 26 Wochen keine Bluttransfusionen erhielten. In der Prince-Studie sank bei den Pegcetacoplan-Patienten die gleichzeitige Anwendung einer antithrombotischen Behandlung von 21 Prozent vor Studienbeginn auf 7 Prozent nach Ende der Studie.
Die Zulassung von Pegcetacoplan zur Behandlung von therapienaiven PNH-Patienten (First-Line-Indikation) wurde von der Europäischen Arzneimittel-Agentur (EMA) im Januar 2024 empfohlen.

### Potentielle weitere Indikationen
Aufgrund der positiven Ergebnisse von Pegcetacoplan bei PNH wird der zielgerichtete C3-Inhibitor Pegcetacoplan auf weitere Einsatzmöglichkeiten getestet: Eine im Februar 2021 gestartete Studie untersucht, inwiefern Pegcetacoplan die Anämie bei Jugendlichen mit PNH reduzieren kann. In weiteren laufenden Studien wie der Phase-II-Studie Noble und der Phase-III-Studie Valiant werden der Einsatz von Pegcetacoplan und der Effekt des Arzneistoffs auf die Proteinurie bei Patienten mit diversen Glomerulopathien untersucht. Bei Glomerulopathien handelt es sich um spezielle Erkrankungen der Nieren. Eine andere Phase-II-Studie analysiert die Wirksamkeit und Sicherheit von Pegcetacoplan bei Patienten mit autoimmunhämolytischer Anämie (AIHA) vom Wärme-Typ und bei Patienten, die an der Kälteagglutinin-Krankheit (CAD) leiden. Eine weitere Phase-III-Studie testet, ob Pegcetacoplan bei CAD-Patienten helfen kann, den Hämoglobin-Wert zu erhöhen und Transfusionen zu vermeiden, während in einer anderen Phase-II-Studie die Anwendung von Pegcetacoplan bei Patienten untersucht wird, bei denen nach einer hämatopoetischen Stammzelltransplantation (HSCT) eine transplant assoziierte thrombotische Mikroangiopathie (TA-TMA) aufgetreten ist.

## Handelsnamen
Pegcetacoplan ist in der EU unter dem Handelsnamen Aspaveli vom Hersteller Swedish Orphan Biovitrum AB zugelassen, während der Arzneistoff in den USA unter dem Handelsnamen Empaveli (Hämatologie) bzw. Syfovre (Ophthalmologie) des Herstellers Apellis Pharmaceuticals vertrieben wird.